# Хаширов, Килар
Килар Хаширов — первый покоритель Эльбруса, совершивший восхождение 10 (22) июля 1829 года, в рамках научной экспедиции генерала Эммануэля.

## Биография

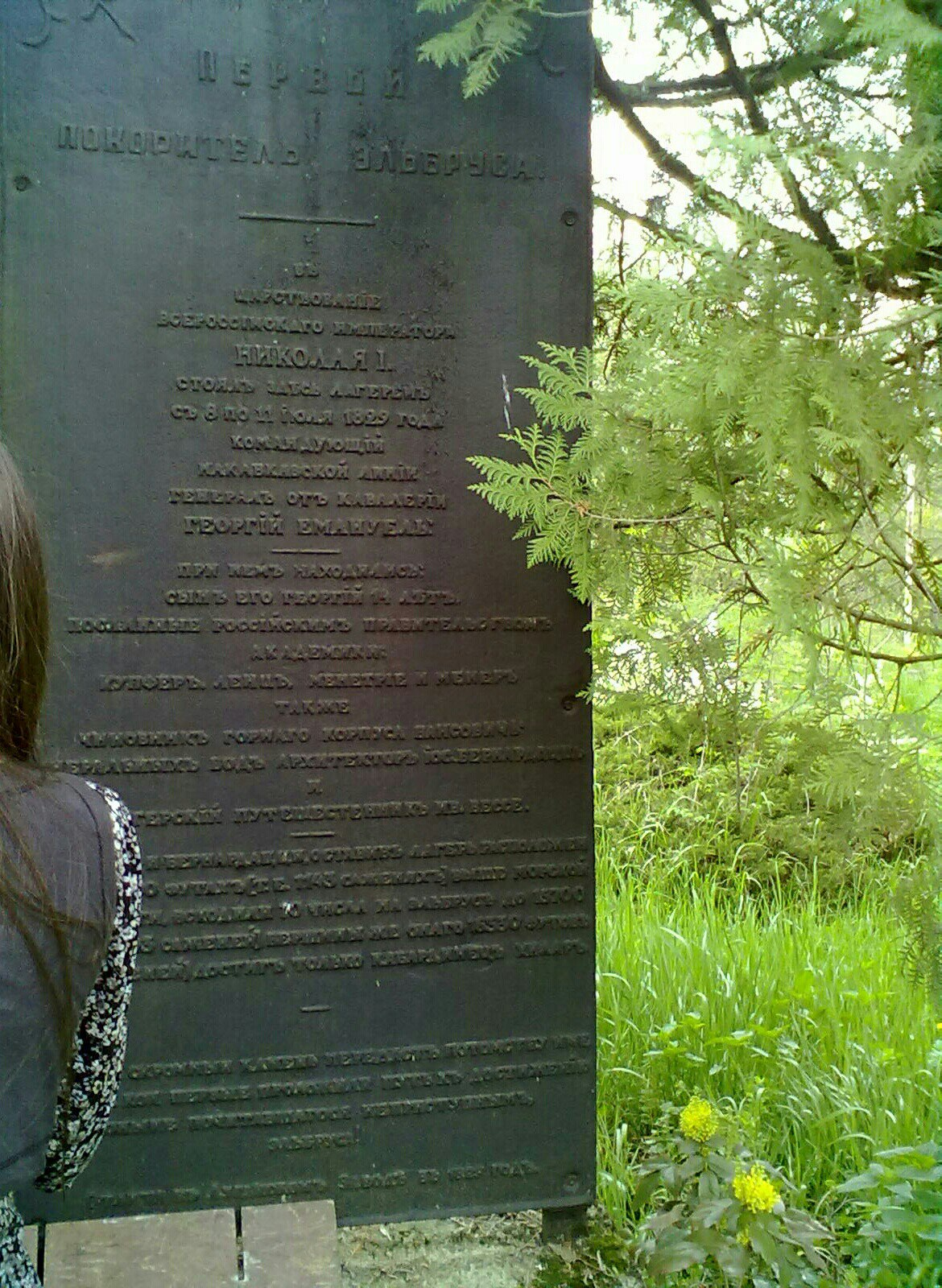
Памятник эпохи Николая I, посвящённый первому покорителю Эльбруса

Килар Хаширов кабардинец родом из Вольного Аула. Был женат на Гуашашхо Хашировой и имел двух сыновей: Кирандуко и Увжуко.
Жан-Шарль де Бесс писал, что он был небольшого роста, но крепкого телосложения, описывал его скромным и мужественным.
До покорения Эльбруса был пастухом, а позже устроился по рекомендации генерала Эммануэля на службу в лейб-гвардии Кавказско-горский полуэскадрон и более 9 лет прослужил в Варшаве.

## Покорение Эльбруса
В 1829 году, по предложению генерала Эммануэля, была собрана научная экспедиция к подножью Эльбруса. Проводником был Килар Хаширов.
10 (22) июля 1829 года при восхождении на Эльбрус большая часть экспедиции из-за непогоды не дошла до вершины. Килар, продолжив поход, взошёл на восточную вершину Эльбруса, тем самым став одним из первых покорителей. С вершины он принес чёрный с зеленоватыми прожилками кусок базальта (одну часть которого отослали в Петербург, а вторую Эммануэль вручил Бессе для хранения в национальном музее.
Тогда же один из участников экспедиции Жан-Шарль де Бесс писал о Киларе: этот простолюдин родом из Большой Кабарды, живущего в вольном селении на Нальчике. Имя его Киллар, он единственный из всех восходивших в тот день к вершине Эльбруса имел счастье достичь её. Память о нём должна сохраниться для потомков.
Остальные восходители смогли достичь лишь высоты примерно 5300 метров. Первое восхождение на Эльбрус приветствовали тремя ружейными залпами. Генерал наградил Килара премией в 400 рублей серебром.

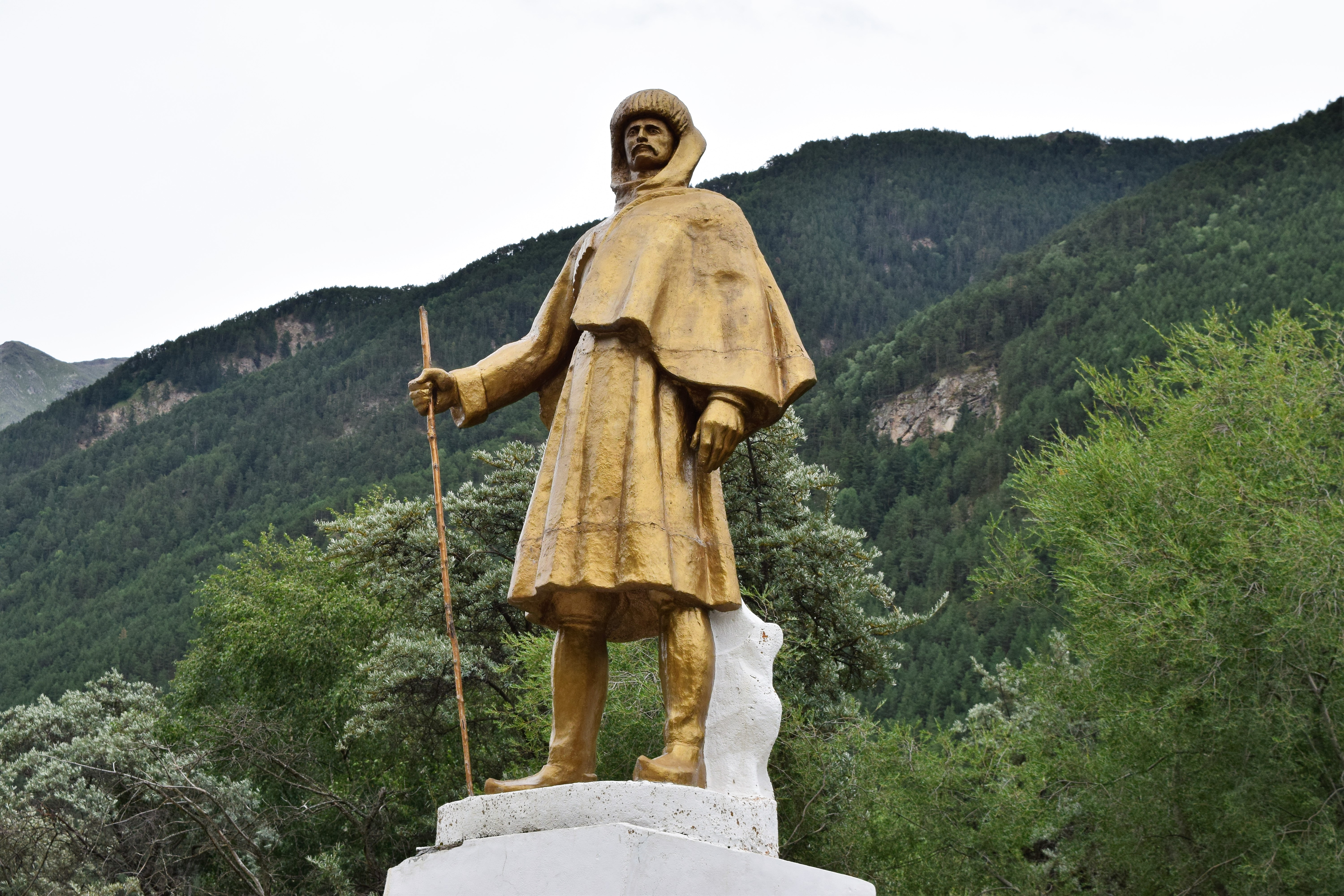
Памятник в Приэльбрусье

## Память
- установлен памятник в Приэльбрусье[13]
- на Луганском заводе в честь восхождения были отлиты две памятные доски из чугуна, одну из них установили в Пятигорске, другую в Нальчике[14].
- предположительно, именем названа вершина в северном отроге Главного Кавказского хребта — Килар-Баши[15]
- названы улицы в населенных пунктах КБР: городе Нальчик (в курортном поселке Вольный Аул)[16], а также в городах Баксан и Чегем